# Gerard Fleischeuer

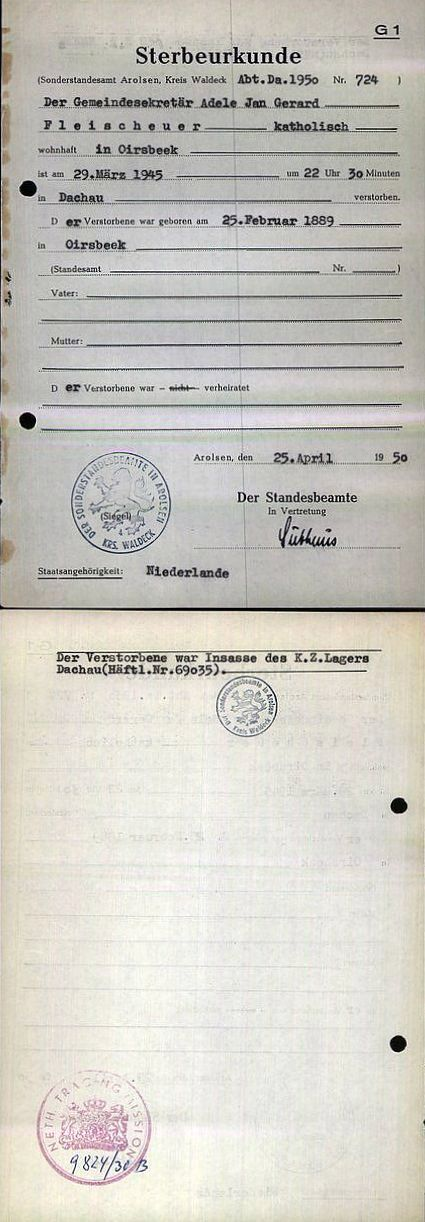
Overlijdensakte, pas in 1950 officieel bevestigd

Adele Jan Gerard Fleischeuer (Oirsbeek, 25 februari 1889 - Dachau, 29 maart 1945) was gemeentesecretaris van de voormalige Nederlandse gemeente Oirsbeek (tegenwoordig de gemeente Beekdaelen). Hij woonde met zijn gezin in een groot herenhuis met trapgevel aan de Straat van Oirsbeek naar Oppeven (later Dorpstraat). Tevens was hij lid van Schutterij St. Lambertus.
In de Tweede Wereldoorlog sloot hij zich aan bij het verzet. Zijn huis stelde hij open als onderduikadres voor Joden. Waarschijnlijk als gevolg van verraad werden tien bij hem ondergedoken Joden op 16 november 1943 door de SS opgepakt en afgevoerd. Ook Fleischeuer werd gearresteerd. Hij overleed in het concentratiekamp Dachau, kort voor het einde van de oorlog. Van de opgepakte Joden is nooit meer iets vernomen.
Fleischeuer is begraven op de Algemene Begraafplaats Tongerseweg in Maastricht (vak R, nr. 19B). In Oirsbeek is een straat naar hem vernoemd. Verder staat zijn naam vermeld op een oorlogsmonument op de Sint-Lambertuskerk in Oirsbeek.
In 1990 is aan hem postuum door Jad Wasjem de 'Rechtvaardige onder de Volkeren'-onderscheiding uitgereikt.
Voor het voormalige woonhuis van Fleischeuer aan de  Dorpstraat 5 in Oirsbeek, is in maart 2017 als klein monument een struikelsteen (ook bekend als Stolperstein) gelegd. 